# مارسلوس دوم
پاپ مارسلوس دوم (به انگلیسی: Marcellus II) یکی از پاپ‌های کلیسای کاتولیک رم بود که در ایتالیا به دنیا آمد (تولد ۶ مه ۱۵۰۱ - درگذشت ۱ مه۱۵۵۵) و از ۱۵۵۵ تا ۱۵۵۵ میلادی پاپ بود.